# Crotalaria mitchellii
Crotalaria mitchellii är en ärtväxtart som beskrevs av George Bentham. Crotalaria mitchellii ingår i släktet sunnhampor, och familjen ärtväxter.

## Underarter
Arten delas in i följande underarter:
- C. m. laevis
- C. m. mitchellii